# Seegefecht vor Bjerregaard
Helgoland (1914) – 22. September 1914 – Texel – Yarmouth – Scarborough, Hartlepool und Whitby – Cuxhaven – Doggerbank (1915) – Noordhinder Bank – Doggerbank (1916) – 29. Februar 1916 – Yarmouth und Lowestoft – Skagerrak – 19. August 1916 – Kanal (1916) – Kanal (1917) – Shetland-Inseln – Helgoland (1917) – Bergen – Seebrügge und Ostende – Tondern
Das Seegefecht vor Bjerregaard (Dänisch Kampen ved Bjerregaard) fand am 1. September 1917 an der Küste vor dem westdänischen Ort Bjerregaard zwischen Einheiten der Royal Navy und Marinefliegern der Kaiserlichen Marine statt. Dabei strandeten vier deutsche Hilfsminensuchboote an der dänischen Küste.

## Gefechtsverlauf
Das Gefecht entwickelte sich am 1. September 1917 gg. 5 Uhr 30 aus einer Schleusungsoperation der Kaiserlichen Marine für die U-Boote U 80 (Kapitänleutnant Gustav Amberger) und UC 55 (Oberleutnant zur See Horst Rühle von Lilienstern, 1890–1917) vor der dänischen Westküste in der Nähe von Hornsriff.
Die vier Hilfsminensucher der 3. Hilfsminensuch-Halbflottille

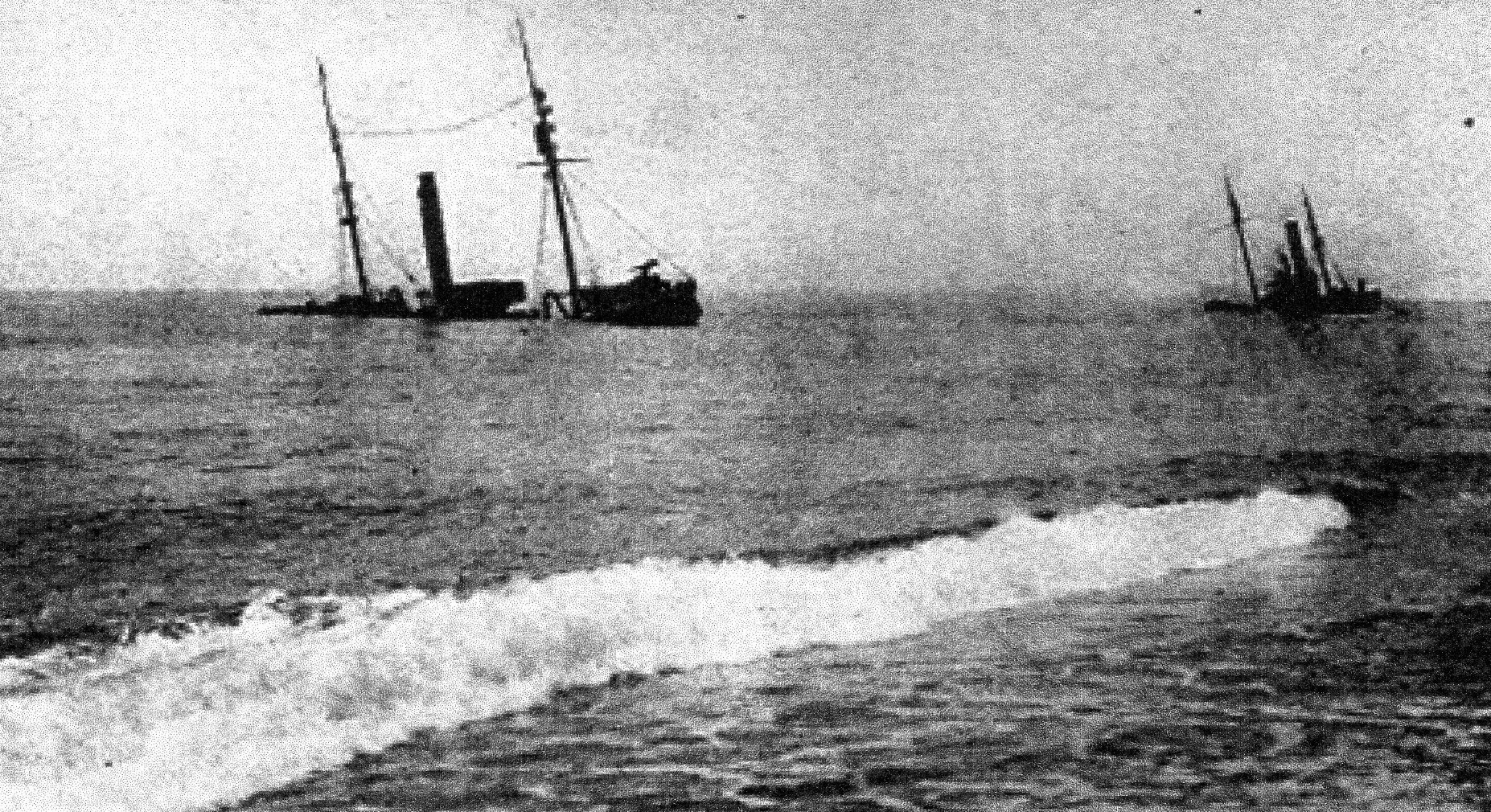
Hilfsminensucher HEINRICH BRUNS und CREFELD gestrandet an der dänischem Westküste vor Bjeeregaard während des Seegfechts vor Bjerregaard am 1. September 1917.

1. Crefeld (andere Schreibweise Krefeld) (Oberleutnant zur See der Reserve Thuns, Halbflottillenführer),
2. Heinrich Bruns (Obersteuermann Höppe),

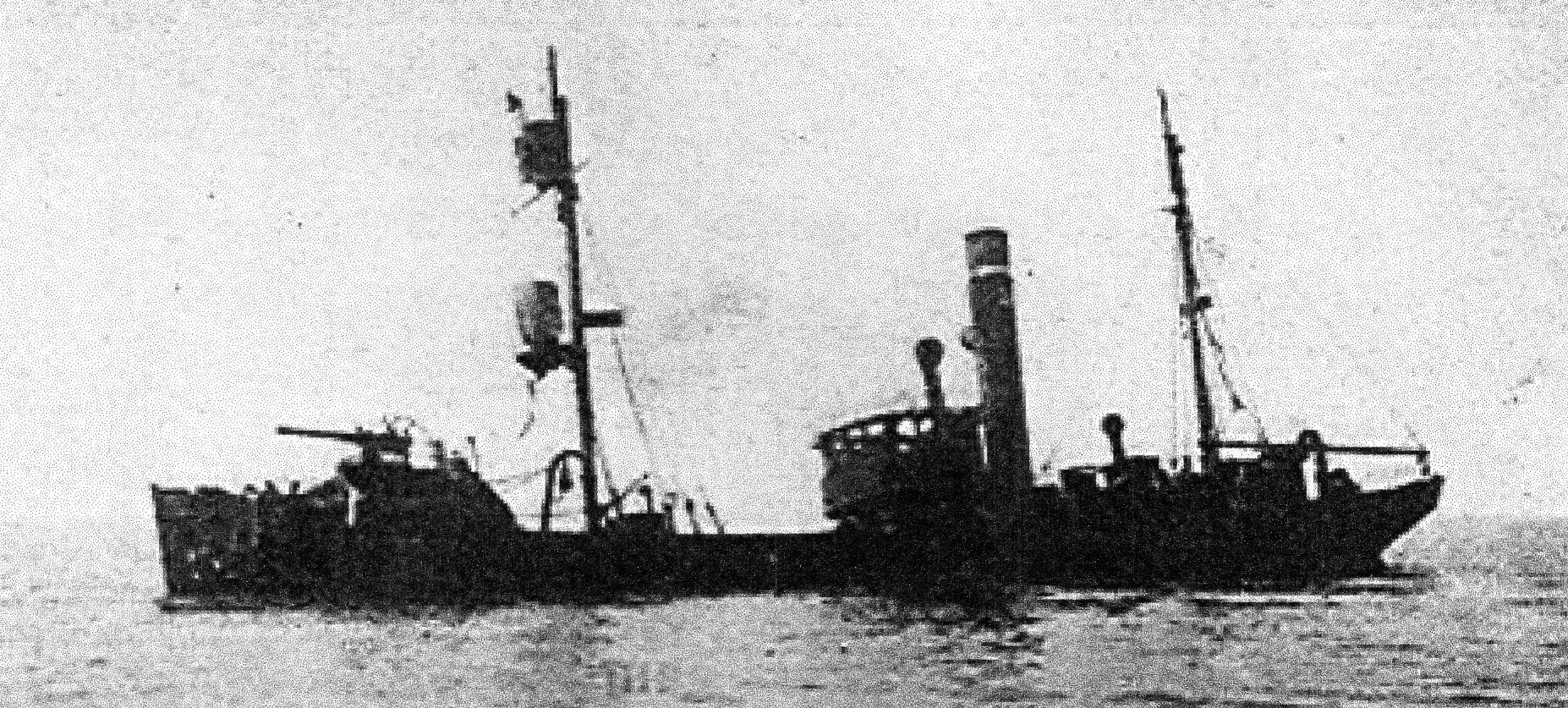
Hilfsminensucher RINTELN. Gestrandet am 1. September 1917 an der dänischen Westküste vor Bjeeregaard

3. Rinteln (Leutnant zur See der Reserve Gladow),

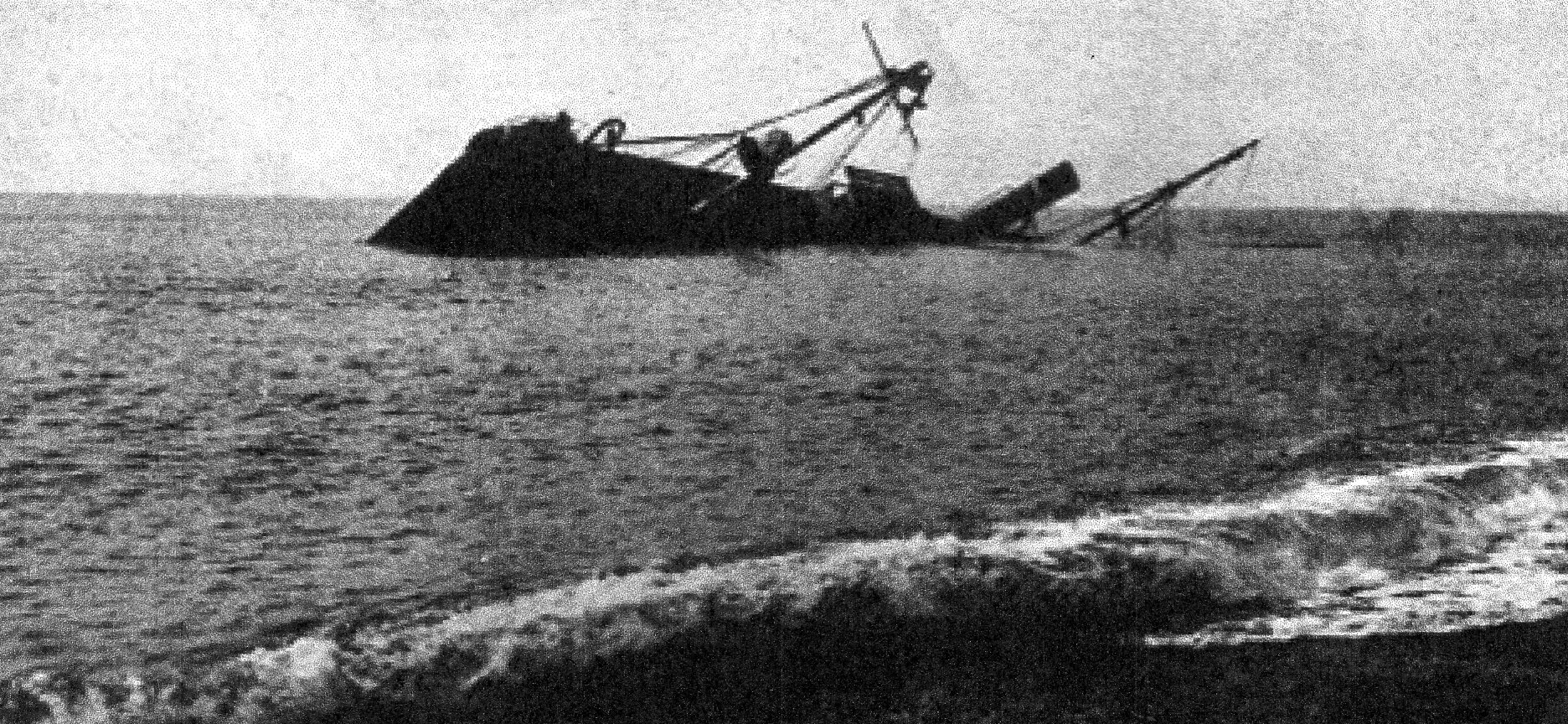
Hilfsminensuchboot ADMIRAL VON SCHRÖDER. Gestrandet am 1. September an der dänischen Westküste vor Bjeeregaard

4. Admiral von Schröder (Steuermann der Landwehr Wichmann),
hatten den Auftrag, beide U-Boote nach Süden in die Heimatgewässer zu schleusen und brachten um 05.00h das Minensuchgerät aus. In dem Moment erschienen aus Nordwesten etwa zehn bislang (Stand 2024) nicht identifizierte britische Kleine Kreuzer und Zerstörer und eröffneten das Feuer sowohl auf die aufgetaucht fahrenden U-Boote als auch die Hilfsminensucher. Der Halb-Flottillenführer Thuns hielt eine Gegenwehr der Minensucher aufgrund völliger artilleristischer Unterlegenheit für aussichtslos und befahl, die vier Boote auf den Strand des neutralen Dänemarks zu setzen, was gg. 06.00h gelang. Die Position der Strandungsstelle ist 55° 50' N, 08° 10' O.
Während die U-Boote tauchten, jedoch aufgrund mangelnder Wassertiefe weder ablaufen noch die britischen Streitkräfte angreifen konnten, nahmen die britischen Einheiten die auf Strand liegenden Boote weiter unter Feuer, wobei auch zahlreiche Granaten im dänischen Hinterland einschlugen.
Währenddessen hatte Thuns über Funktelegrafie deutsche Marinedienststellen informiert, die daraufhin die Flugzeuge „858“ (Flugzeugobermatrose Deutschmann, Flugobermaat Schramm) und „888“ (Obermatrose Schnichels, Flugzeugmatrose Harloff) ins Einsatzgebiet entsandten und die Zerstörer mit Bomben belegten, wobei sie von diesen mit Schrapnells und Granaten beschossen worden. Über Bordfunk wurde das Flottenkommando durch „858“ ständig unterrichtet.
Heinrich Bruns erhielt sieben bis acht Granattreffer und brannte aus, nachdem eine Wasserbombe (zur U-Boot-Abwehr) getroffen und durch die Explosion die Back mit dem Geschütz zerstört wurde. Auf der Admiral von Schröder wurde das Rettungsboot zerschossen. Die Besatzungen der vier Minensucher retteten sich mit Booten bzw. schwimmend an Land. Ein britisches Torpedoboot näherte sich bis auf 200 m dem Strand und belegte ihn mit Maschinengewehrfeuer.
Der Beschuss der Küste durch die britischen Einheiten dauerte ca. 25 bis 30 Minuten. Die auf den Booten vorhandenen Geheimsachen wurden vernichtet. Bei dem Gefecht kam ein Besatzungsmitglied der Admiral von Schröder, der Oberheizer Kleve (andere Schreibweise Klewe), ums Leben; offenbar durch Ertrinken. Eine starke Brandung verhinderte ein Wiederanbordkommen der deutschen Besatzungen nach Abdrehen der Engländer. Die Crefeld hatte zwei Granatentreffer erhalten, die Admiral von Schröder acht bis zehn.
Die deutschen Mannschaften, insgesamt 99 Mann, hatten zuerst zwischen den Dünen vor dem Beschuss Schutz gesucht, verteilten sich aber nach dem Abzug der britischen Zerstörer in Strandnähe auf dänische Privathäuser. Dort erhielten sie von den Bewohnern warme Bekleidung sowie Essen und Trinken „in reichlichen Mengen“. Der deutsche Konsul Laursen in Ringköbing wurde verständigt, der wiederum die deutsche Gesandtschaft in Kopenhagen informierte.
Von den dänischen Behörden vor Ort wurden aus Ringköbning Polizei, Ärzte und Krankenwagen angefordert. Die beiden deutschen Marineflieger überflogen teilweise auch dänisches Gebiet, um nicht abgeschossen zu werden. Nach dänischer Darstellung versuchten nach dem Gefecht fünf deutsche Torpedoboote, eine Rettungsmannschaft anzulanden, die aber mit ihrem Beiboot in der Brandung kenterte und wie die Besatzungen der vier Minensucher von den dänischen Behörden interniert wurden. Dieser Vorgang wurde in der amtlichen deutschen Darstellung des Seekriegs nicht erwähnt.
Vier deutsche Seeleute wurden in das Krankenhaus in Ringköbning verbracht. „Wie durch ein Wunder“, so die Darstellung eines dänischen Augenzeugen, wurden weder weiterer deutsche Seeleute noch dänische Staatsangehörige verletzt. Durch einen Granateinschlag wurde ein Schaf getötet und vier Pferde ertranken in einem Fjord, in den sie vor Schreck geflüchtet waren. Umgehend erschienen dänische Justizbeamte vor Ort, um die Verletzung der dänischen Neutralität zu dokumentieren.
Aufgrund des Geschützlärms hatte sich eine große Anzahl von dänischen Schaulustigen eingefunden, die die deutschen Seeleute ausgiebig mit Tabak versorgten, da deren eigener Tabak von Seewasser durchnässt war.
Da ein sofortiger Abtransport der internierten deutschen Mannschaften nicht möglich war, wurde eine 35 Mann starke Infanterieabteilung unter Leutnant Falkentoft an den Strandungsort entsandt und wie die deutschen Mannschaften in Bauernhäusern untergebracht. Am nächsten Tag wurde die Internierten in militärischer Begleitung nach Ringköbning transportiert, später nach Odense. Dort verblieben sie bis Kriegsende; einige heirateten dänische Frauen und verblieben in Dänemark. Thoms hingegen floh aus der Internierung und kehrte ins Reich zurück.

## Folgen
Der deutsche Flottenchef sprach der Besatzung von „858“ Anerkennung für „hervorragende Aufklärungstätigkeit“ und „bewiesene Angriffsfreudigkeit“ aus. Der so genannte nördliche Küstenweg, amtlich als „Weg Weiß“ bezeichnet, wurde, vermutlich nur kurzfristig, für einlaufende U-Boote gesperrt.
Die Heinrich Bruns war offenbar gefechtsbedingt ein Totalverlust. Die Crefeld wurde gesprengt, von der Rinteln sind keine Einzelheiten bekannt, sie wurde aber nicht geborgen. Die Admiral von Schröder wurde um 1919 gehoben und diente bis in den Zweiten Weltkrieg hinein unter verschiedenen Namen in den Niederlanden als Fischdampfer.
Die dänische Regierung protestierte bei der britischen Regierung gegen die Verletzung der dänischen Neutralität. Die britische Regierung bedauerte den Vorfall und ersetzte die entstandenen Schäden.